# Роша Невес, Лусиано да
Лусиа́но да Ро́ша Не́вес (порт.-браз. Luciano da Rocha Neves; 18 мая 1993, Анаполис) — бразильский футболист, нападающий. Игрок клуба «Сан-Паулу».

## Биография
Лусиано родился в Анаполисе в семье Итамара Понтеса Невеса и Луси Бикудо Роша Невес. Он — воспитанник клуба «Атлетико Гоияниенсе». 7 марта 2012 года он дебютировал в основном составе команды в матче Кубка Бразилии с «Гурупи». В 2013 году нападающий перешёл в «Аваи», где 27 июля забил первый гол в ворота клуба «Шапекоэнсе». 13 февраля 2014 года «Коринтианс» купил 25 % прав на футболиста, подписав с ним контракт на 3 года. Остальные права на игрока купила группа инвесторов Plus Sports. В конце 2015 года интерес к переходу Лусиано выразил турецкий «Фенербахче», но трансфер не состоялся. 18 августа 2020 года подписал контракт с «Сан-Паулу» сроком до 31 декабря 2022 года с возможностью продления ещё на год. 20 августа 2020 года дебютировал за «Сан-Паулу» в домашнем матче 4-го тура чемпионата Бразилии 2020 против «Баии» (1:1) и на 85-й минуте ударом головой сравнял счёт.

## Достижения
Командные
- Чемпион штата Риу-Гранди-ду-Сул: 2020
- Чемпион штата Сан-Паулу: 2021
- Чемпион Бразилии (1): 2015

Личные
- Лучший бомбардир Панамериканских игр: 2015
- Лучший бомбардир чемпионата Бразилии: 2020 (18 голов, совместно с Клаудиньо)